# Adhelma Falcón
Adhelma Falcón (10 de marzo de 1902 – 26 de mayo de 1987) fue una cantante de tango argentina, hermana de las cantantes y actrices Ada Falcón y Amanda Falcón.

## Carrera
Adhelma Falcón nació como fruto de la unión entre Domingo Falcone y Alma Cornelia Boesio. Domingo Falcone raptó desde muy joven a Boesio y vivieron varios años teniendo dos hijas: Adhelma y Amanda. Luego, Cornelia, tuvo un fugaz romance con un estanciero tucumano de los campos de Junín, Miguel Nazar Anchorena, con quien tuvo a su hija Ada Falcón.
Trabajó junto a su hermana Ada, que en ese momento era presentada como la «joyita argentina» en la Sociedad de San Vicente de Paul.
Debutó en "Hora Geniol", de Radio Belgrano en 1931. solo se tiene constancia de un disco suyo, grabado para el sello Brunswick. Fue asidua de emisoras de radio como El Mundo, Fénix, Argentina, Stentor o Excelsior, entre otras. En sus celebradas audiciones radiotelefónicas llegó a incluir algunas canzonetas napolitanas, cantándolas con perfecto dominio del dialecto napolitano, lo que le ha valido un gran éxito
En cine debutó siendo una niña junto a su hermana Ada y el actor José Casamayor en la película muda de 1918 llamada El festín de los caranchos.
La revista Micrófono en 1934 habló de ella como una de los más caracterizados elementos de la radiotelefonía criolla. Destacó su amable tonalidad de voz y un fino oído, que le permitía interpretaciones afinadas y un rico temperamento.
Su belleza la hizo acreedora a ser tapa de revistas en más de una oportunidad y muy bonita se la ve en la partitura del Tango del querer, de Ricardo Lleras y Andrés Domenech.
En teatro integró en 1932 la Compañía Nacional de Comedia encabezada por el genial Florencio Parravicini, en el Teatro Maipo, contratada por Humberto Cairo y dirección de Luis César Amadori, junto con Gloria Guzmán, Alberto Anchart, Juan Dardés, León Zárate.
En un concurso organizado por la revista Sintonía, en 1934, para elegir a Miss Radio, la ganadora fue Libertad Lamarque, Adhelma obtuvo muchos más votos que su hermana. El concurso no era para elegir a la mejor cancionista, sino a la artista más hermosa de la radio. Para ella fue gran aliciente, ya que había sufrido antes una decepción a causa de otro concurso organizado por el mismo medio, el concurso “Miss Revelación”, donde fue excluida junto a otras grandes artistas como Amanda Ledesma y Sarita Watle.
En 1941,  trabajó con el rubro José Tinelli- Chola Bosch, compartieron un exitoso programa en LR6 Radio Mitre, junto a la orquesta de Rafael Canaro.
No se tienen noticias de ella a partir de 1946, fecha en que está datada su última aparición artística.
En 1989 fue acusada por su hermana Ada de cantar por los pueblos haciéndose pasar por ella y firmando autógrafos con su nombre.

## Vida privada
Tuvo una relación sentimental con el cantante de tango Charlo en la década de 1930, relación que se habría interrumpido cuando el cantor conoce a Sabina Olmos. Luego una intensa relación con Alberto Vacarezza con quien tuvo un hijo. 

## Temas interpretados
- Buscomi amor, en coproducción con Andrés Domenech.
- Noches de Atenas
- Desde el alma
- Bajo los puentes de París
- La flor de los gauchos
- Un beso y a dormir
- Cortando camino, obra de Fausto Frontera con letra de Enrique Cadícamo. Con el acompañamiento de los guitarristas de Carlos Gardel, los reconocidos José María Aguilar, Guillermo Barbieri y Ángel Domingo Riverol.
- A las tres en Callao y Corrientes